# Lille vinkel
Approksimationen for den lille vinkel går ud på at erstatte trigonometriske funktioner med simplere funktioner, så længe argumentet er småt. Approksimationen siger for sinus, cosinus og tangens:
{\displaystyle {\begin{aligned}\sin \theta &\approx \theta \\\cos \theta &\approx 1\\\tan \theta &\approx \theta \end{aligned}}}
når {\displaystyle \theta } er lille og målt i radianer.

## Udledning
Approksimationen er en taylorudvikling til første orden omkring {\displaystyle \theta =0}. Et taylorpolynomium omkring nul  for en funktion {\displaystyle f} kan generelt skrives som:
{\displaystyle P(\theta )=\sum _{k=0}^{\infty }{\frac {f^{(k)}(0)}{k!}}\theta ^{k}}
For sinus er polynomiet:
{\displaystyle \sin \theta =\theta -{\frac {\theta ^{3}}{3!}}+...}
Mens det for cosinus er:
{\displaystyle \cos \theta =1-{\frac {\theta ^{2}}{2!}}+...}
Endelig har man for tangens:
{\displaystyle \tan \theta =\theta +{\frac {\theta ^{3}}{3!}}+...}
Når disse polynomier begrænses til første orden, reducerer de til approksimationen for små vinkler. Approksimationen bruges til at gøre beregninger simplere og kan bruges så længe, den resulterende fejl er lille nok til formålet.

## Eksempel
Approksimationen bruges fx til at modellere et penduls svingning for små udsving. Hvis pendulet modelleres som et lod i en masseløs snor med længden {\displaystyle L} og tyngdeaccelerationen {\displaystyle g}, kan det udledes, at:
{\displaystyle {\ddot {\theta }}=-{\frac {g}{L}}\sin \theta }
hvor {\displaystyle \theta } er vinklen. Denne differentialligning skal løses for at finde pendulets bevægelse, men sinus-funktionen gør det kompliceret. Hvis det antages, at udsvingene er små, bliver ligningen i stedet:
{\displaystyle {\ddot {\theta }}\approx -{\frac {g}{L}}\theta }
hvilket er væsentligt lettere at løse.